# Падаж
Падаж (пол. Padarz) — село в Польщі, у гміні Клочев Рицького повіту Люблінського воєводства.
Населення — 118 осіб (2011).
У 1975-1998 роках село належало до Седлецького воєводства.

## Демографія
Демографічна структура станом на 31 березня 2011 року:
|          | Загалом | Допрацездатний вік | Працездатний вік | Постпрацездатний вік |
| -------- | ------- | ------------------ | ---------------- | -------------------- |
| Чоловіки | 63      | 17                 | 35               | 11                   |
| Жінки    | 55      | 10                 | 26               | 19                   |
| Разом    | 118     | 27                 | 61               | 30                   |